# Jackson County (Michigan)
Jackson County is een county in de Amerikaanse staat Michigan.
De county heeft een landoppervlakte van 1.830 km² en telt 158.422 inwoners (volkstelling 2000). De hoofdplaats is Jackson.